# Lord & Master
Lord & Master (Heer & Meester) è una serie televisiva olandese trasmessa dall'11 gennaio 2014 sul canale Nederland 1.
In Italia, la serie va in onda dal 4 luglio 2017 su Rai 1.

## Trama
Valentijn Rixtus Bentinck è un ricco investigatore privato, dai gusti raffinati e con l'hobby della scherma, che assiste regolarmente una sua amica, pubblico ministero, nelle indagini più difficili e rischiose.

## Episodi
| Stagione         | Episodi | Prima TV Paesi Bassi | Prima TV Italia |
| ---------------- | ------- | -------------------- | --------------- |
| Prima stagione   | 10      | 2014                 | 2017            |
| Seconda stagione | 10      | 2016                 | 2017-2018       |

## Curiosità
- Negli episodi si notano diverse analogie con la serie televisiva britannica The Saint con Roger Moore nel ruolo di Simon Templar (e più tardi con il remake cinematografico statunitense The Saint interpretato da Val Kilmer).
- Come auto personale, nella prima stagione Valentijn Bentinck è solito guidare una vettura sportiva d'epoca, una Maserati Ghibli degli anni '70. Dal primo episodio della seconda stagione, a causa di un guasto irreparabile, viene sostituita da una più moderna Jaguar F-Type cabrio.